# Jules Ernest Renoux
Jules Ernest Renoux (Romeny-sur-Marne, 5 maggio 1863 – Romeny-sur-Marne, 9 giugno 1932) è stato un pittore francese.
Il suo periodo di attività va dall'impressionismo alla Belle Époque.

## Biografia
Jules Ernest Renoux era figlio di Jules Alphonse Renoux e di Ernestine Veron. Allo scoppio della guerra franco-prussiana del 1870 suo padre lasciò la famiglia per andare a combattere come volontario. Jules, che aveva appena sette anni, e sua madre si trasferirono allora a Parigi. Ben presto il giovane Renoux manifestò un particolare talento per il disegno, sicché sua madre gli fece intraprendere la carriera dell'arte iscrivendolo all'École des beaux-arts, dove fu allievo di Jean-Léon Gérôme e di Alfred Roll. Collaborò in seguito con quest'ultimo nella decorazione dei soffitti del Municipio di Parigi, della Sorbona e del Petit Palais.
Il conte Michel de Zogheb, una personalità assai nota nel periodo della Belle Époque, gli commissionò un ritratto che fu esposto al "Salon" del 1901. Il conte lo incaricò successivamente di diversi altri dipinti, e questo sodalizio valse a Renoux due onorificenze: l'Ordine di Medjidie e l'Ordine del Cristo (Portogallo), che egli, peraltro, non esibì mai. Più tardi, l'industriale Auguste Magnère, artista dilettante, divenne il suo mecenate.
Nel 1916 Jules Renoux espose a Parigi nella galleria di Georges Bernheim, e il pubblico gli riservò una accoglienza particolarmente positiva, che gli permise di vendere dodici quadri. Dal 1922 Renoux espose al "Salon des artistes français", di cui divenne in seguito membro. Dieci suoi quadri vennero esposti in permanenza al Petit Palais, Museo di belle arti della Città di Parigi.
Nel 1895 Jules Renoux aveva sposato Berthe Madeleine, nonostante il parere contrario di sua madre per ragioni finanziarie. Ma il matrimonio fu felice e Berthe divenne regolarmente la modella di Renoux.
Jules Ernst Renoux morì nel 1932 nel suo paese natale, dove si era trasferito nel 1928 dopo la perdita del suo atelier parigino. Aveva vissuto 69 anni.

## L'arte
La gamma cromatica di Jules Renoux era basata sul giallo-arancio e sull'ocra, con i quali dipinse delle scene di strada assai notevoli per la loro bellezza discreta e per l'agilità della sua pennellata. Renoux amava dipingere figure umane, e spesso prese i suoi familiari come modelli. Ma, essendo molto timido, non era incline a lavorare per la strada; così, spesso sceglieva qualche angolo appartato per piazzare il cavalletto. Ciò spiega le prospettive desuete ma interessanti che caratterizzano certi suoi quadri.
Come disse The Times di Londra, «(Renoux) deve essere chiamato impressionista, nel senso ampio del termine, poiché egli si preoccupa dell'effetto della pittura "en plein air", e prova un sottile piacere nel creare le macchie di luce nei viali ombrosi. Puntuale negli effetti prospettici, che utilizza con occhio sapiente, mostra un talento particolare nel piazzare i suoi personaggi abbozzati con vigore a diverse distanze dallo spettatore».

## Omaggi alla memoria
Romeny-sur-Marne ha un museo dedicato alla vita e all'opera di Jules Renoux: la Maison Renoux, dove, nel mezzo del giardino è stato conservato il suo atelier. Una stele e una targa, nella piazza della Chiesa, mantengono vivo il ricordo di lui. Jules Renoux tornò di frequente a Romeny-sur-Marne e vi si trasferì quando perse il suo atelier in rue Saint-Didier a Parigi, nel 1928. Renoux è anche sepolto nel cimitero di Romeny-sur-Marne.
Il suo ombrello parasole, il suo sgabello, la sua scatola dei colori e i suoi cartoni da disegno sono stati presentati alla mostra sugli Impressionisti all'Albertina di Vienna nel 2009, e si trovano ora nel Petit Palais.

## Galleria d'immagini
Fiure femminili

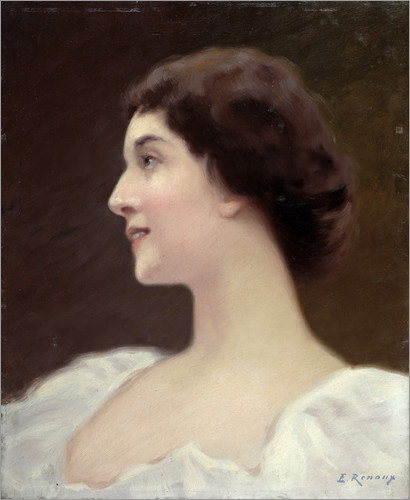
La Bella Otero, 1906
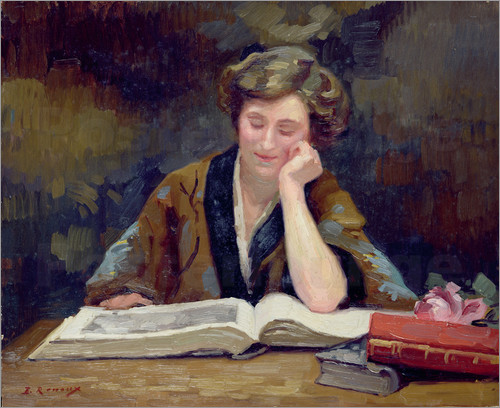
L'album
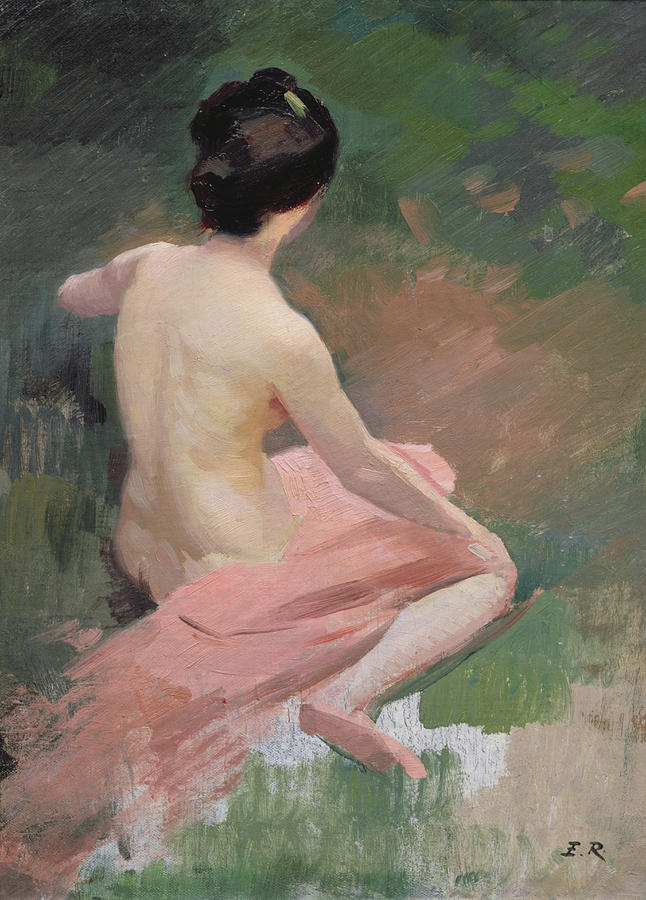
Nudo di donna
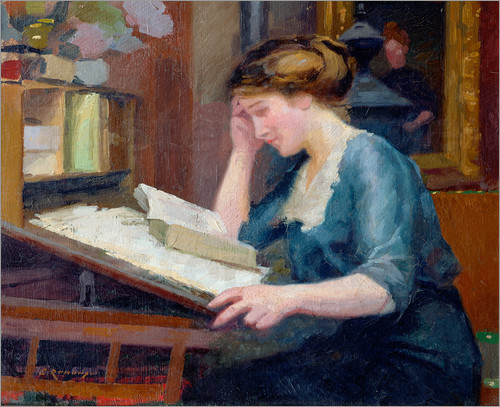
La lettura

Paesaggi urbani

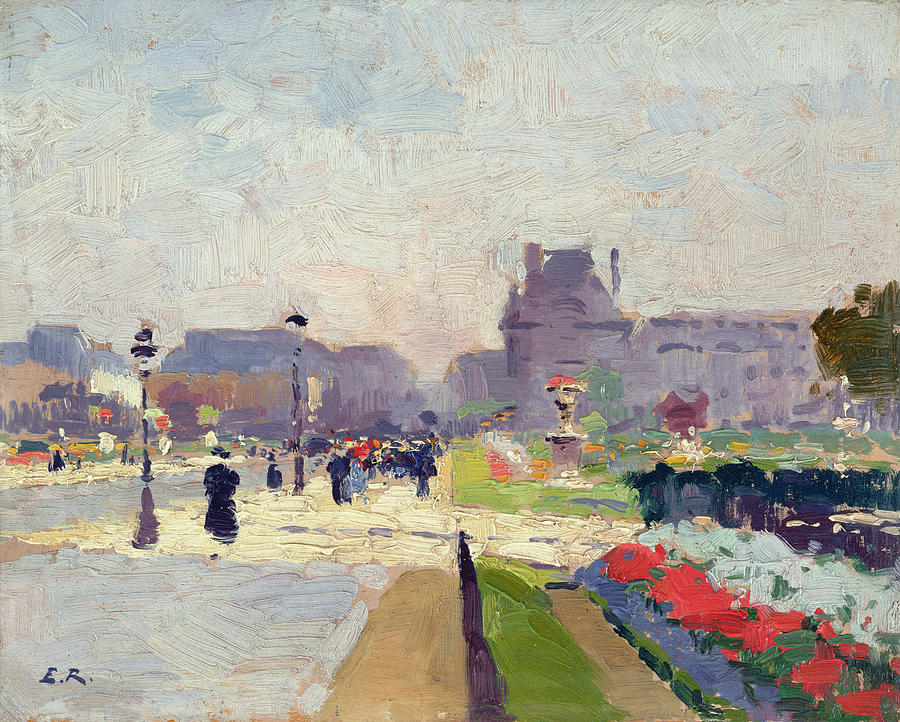
Avenue Paul-Déroulède, Parigi
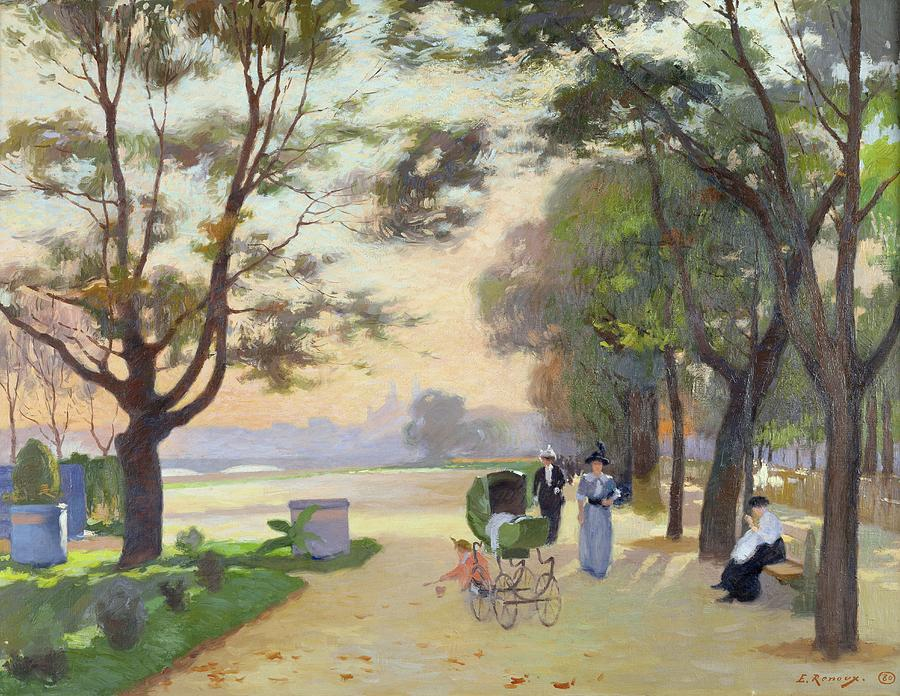
Cours-la-Reine, Parigi
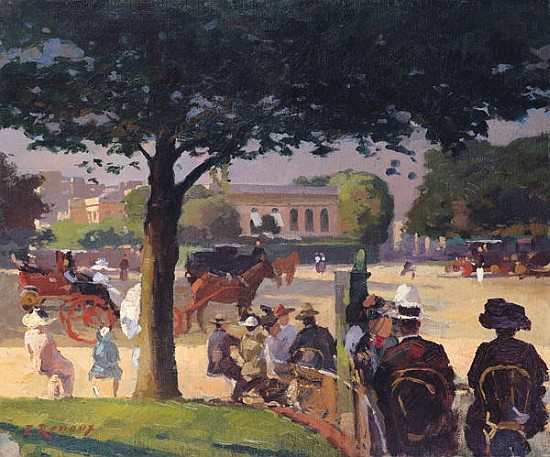
Il Giardino delle Tuileries
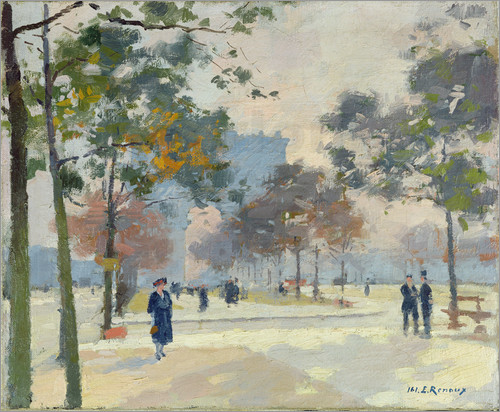
L'Arco di Trionfo in autunno

## Esposizioni
- 1890: Salon national des Beaux-Arts
- 1892: Salon national des Beaux-Arts
- 1896: Salon national des Beaux-Arts
- 1898: Salon national des Beaux-Arts
- 1899: Salon national des Beaux-Arts
- 1900: Salon national des Beaux-Arts
- 1902: Salon national des Beaux-Arts
- 1901: Galerie Potin, Parigi
- 1916: Galerie Bernheim, Parigi
- 1917: Sporting Club di Monte Carlo
- 1929: Galerie Santi, Douai
- 1934: Galerie Ecalle, Retrospettiva
- 1936: Galerie Ecalle, Retrospettiva
- 1963: Galerie O. Bosc, Mostra del centenario della nascita
- 1965: Kaplan Gallery, Londra
- 1966: Hammer Gallery, New York
- 1967: Kaplan Gallery, Londra
- 1968: Kaplan Gallery, Londra

## Bibliografia

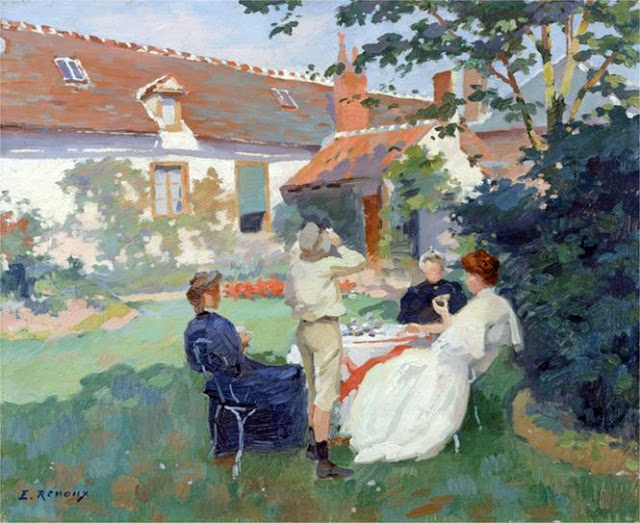
L'ora del tè